# Coupe Nations Camel 1988
Navigation
Édition suivante
La Coupe Nations Camel est la 1re édition de ce tournoi qui fut remporté par l'équipe du Brésil Olympique.

## Demi-finale
| 30 août 1988 | Brésil Olympique | 1 - 1 (4-1 pen) | Argentine olympique | Los Angeles Memorial Coliseum, Los Angeles     |                                                |
|              | Romário 18e      |                 | 67e Jorge Comas     | Spectateurs : 31 689 Arbitrage : Dario Siviski | Spectateurs : 31 689 Arbitrage : Dario Siviski |

| 30 août 1988 | Club América                                                                    | 3 - 0 | Salvador | Los Angeles Memorial Coliseum, Los Angeles |
|              | Carlos Alberto Seixas 15e · Antônio Carlos Santos (pen) ?? · Gonzalo Farfan 53e |       |          |                                            |

## 3eplace
| 2 septembre 1988 | Argentine Olympique | 0 - 0 | Salvador | Los Angeles Memorial Coliseum, Los Angeles |  |
|                  |                     |       |          |                                            |  |

## Finale
| 2 septembre 1988 | Brésil Olympique    | 3 - 0 | Club América | Los Angeles Memorial Coliseum, Los Angeles |                      |
|                  | Romário 49e 70e 74e |       |              | Spectateurs : 27 374                       | Spectateurs : 27 374 |

## Classement final
- 1 -  Brésil Olympique
- 2 -  Club América
- 3 -  Argentine olympique*
- 3 -  Salvador*

- vu le match nul pour la 3e place, les deux équipes se partagent là 3e place dans le classement final.